# Dobrogea

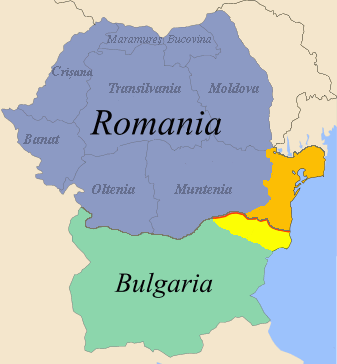
Dobrogea (cu tot cu Delta Dunării): partea românească, în portocaliu; partea bulgărească (Cadrilaterul), jos, în galben.

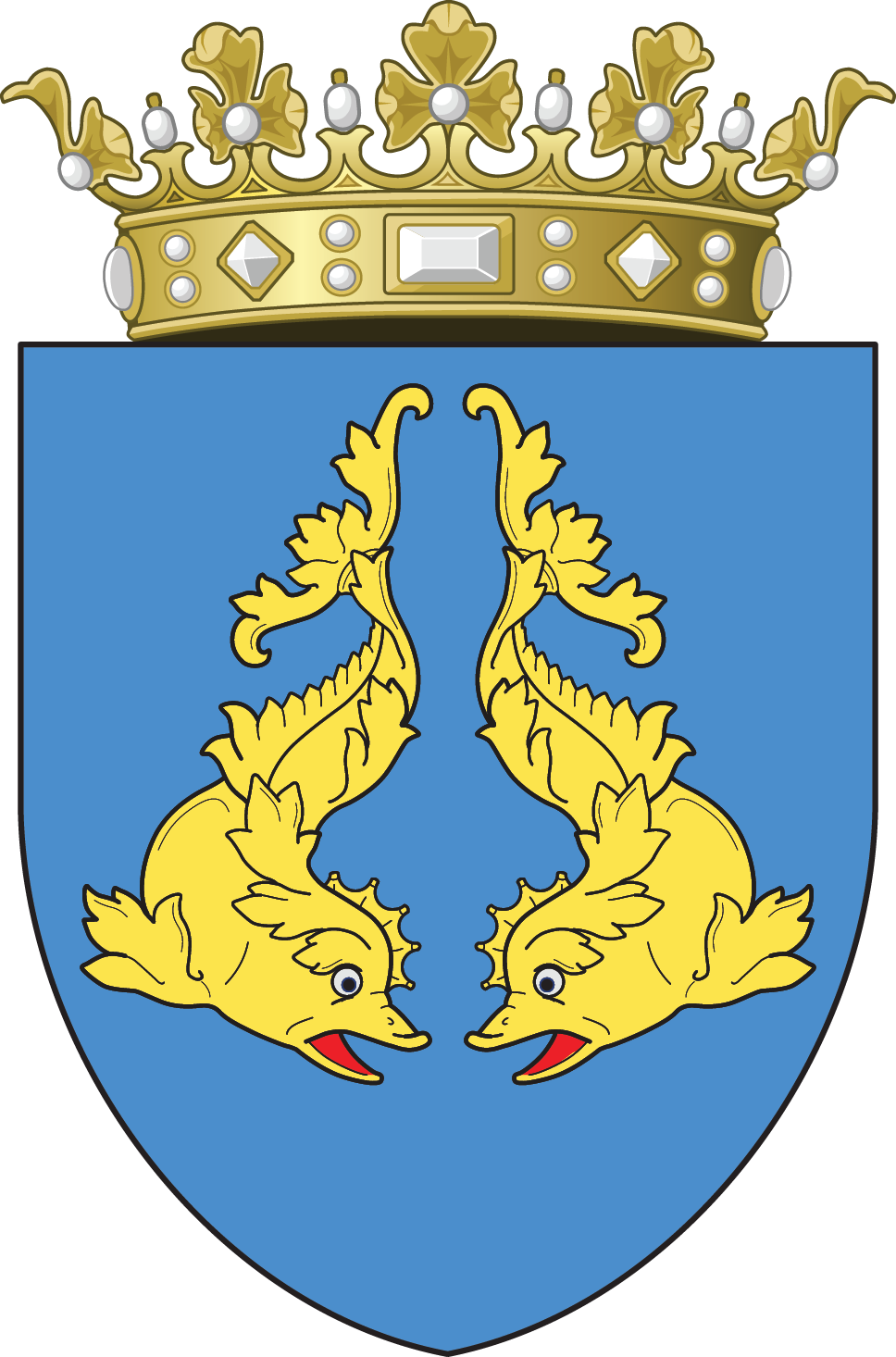
Stema Dobrogei ca parte a Regatului României, 1921

Dobrogea (în bulgară Добруджа, transliterat: Dobrudja, în turcă Dobruca) este un habitat istoric și geografic dintre Dunăre și Marea Neagră, care face parte din teritoriul României, Bulgariei și Ucrainei. Regiunea a fost cunoscută în antichitate sub numele de Sciția Mică, care nu desemna o provincie, ținutul făcând parte din provincia Moesia inferior iar mai apoi, în Evul Mediu, din thema bizantină Paristrion. Astăzi, din punct de vedere administrativ, cuprinde în România județele Tulcea și Constanța, iar în Bulgaria — regiunile Dobrici și Silistra.
Principalele orașe sunt, în  nord: Constanța, Tulcea, Medgidia și Mangalia, la care se adaugă stațiunile balneo-climaterice și de vacanță de pe litoralul românesc: Mamaia, Eforie, Costinești și stațiunile din zona Comorova a Mangaliei. Dobrogea cuprinde în partea de nord-est Delta Dunării, habitat aflat pe lista patrimoniului mondial UNESCO.
În sud, în Bulgaria, principalele orașe sunt Dobrici, Silistra, Turtucaia și Cavarna, iar localitățile Albena, Balcic și Șabla sunt stațiuni turistice, la acesteae adăugându-se cetatea medievală de la capul Caliacra.

## Geografie

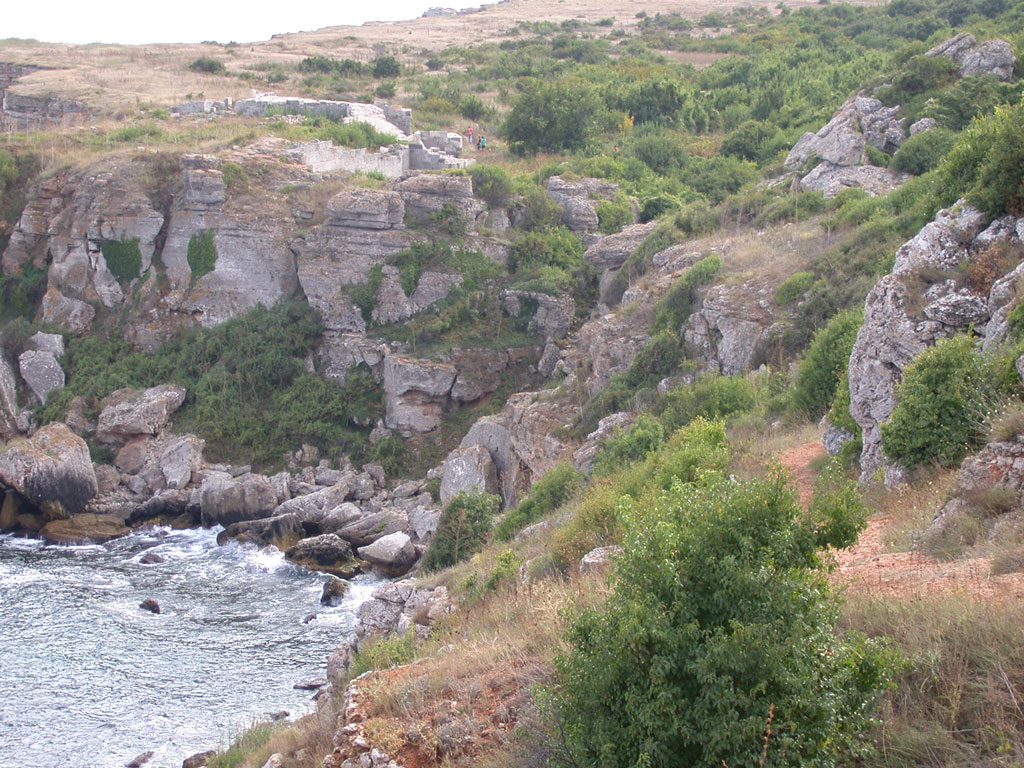
Un mic golf dobrogean, pe „Coasta de Argint”.

În violet, ariile protejate din Dobrogea, printre care rezervația de Biosferă a Deltei Dunării.

Dobrogea este limitată de cursul inferior al Dunării care înconjoară la vest podișul Moesic și la nord-vest podișul Casimcei și Munții Măcinului, la nord-est de Brațul Chilia al Deltei Dunării și la est de Marea Neagră (limita formând litoralul românesc). Apele curgătoare de pe teritoriul ei sunt puține la număr, scurte, cu un debit mic, adesea uscate vara, și se varsă în limanele de pe țărmul Mării Negre. Cele mai importante râuri sunt: Taița, Telița, Slava, Casimcea. Unele limane sunt sărate (Sinoe și Techirghiol), altele dulci (Babadag, Razim, Golovița, Zmeica, Tașaul,  Agigea și Tatlageac.
Din punct de vedere geologic, Dobrogea cuprinde trei unități: cea mai recentă, formată din aluviuni fluviale și marine Holocene, este Delta Dunării în nord-est; cea mai veche este masivul hercinian al Măcinului în nord-vest, care cuprinde roce efusive și sedimente paleozoice și mezozoice; în sud se întinde podișul moesic care pe un soclu mezozoic prezintă sedimente cenozoice și neozoice.
Din punct de vedere politic, Dobrogea, cu o suprafață de 23.400 kmp, este împărțită între trei state: la extremul Nord, 338 kmp aparțin Ucrainei (insulele de la sudul talvegului brațului Chilia și insula Șerpilor, luate de URSS în 1948); Dobrogea de Nord cu 15.570 kmp aparține României (județele Tulcea și Constanța) iar Dobrogea de Sud sau Cadrilaterul cu 7.412 kmp aparține Bulgariei (regiunile Dobrici și Silistra).

## Populație
Conform datelor Recensământului din 2021, cele două județe din partea românească a Dobrogei au o populație de 849.352 de locuitori dintre care: români 657.438 (77,4%), turci 17.114 (2,01%), tătari 17.024 (2%), ruși lipoveni 12.094 (1,42%), romi 10.552 (1,24%), ucraineni 1.033 (0,12%), greci 498 (0,06%), maghiari 364 (0,04%), germani 187 (0,02%), bulgari 106 (0,01%), alte etnii 2711 (0,35%) și necunoscută 130.231 (15,33%).

## Etimologie
Dobrogea își trage numele de la conducătorul local Dobrotici, care a domnit la mijlocul anilor 1300, între 1347 și 1386.

## Istorie

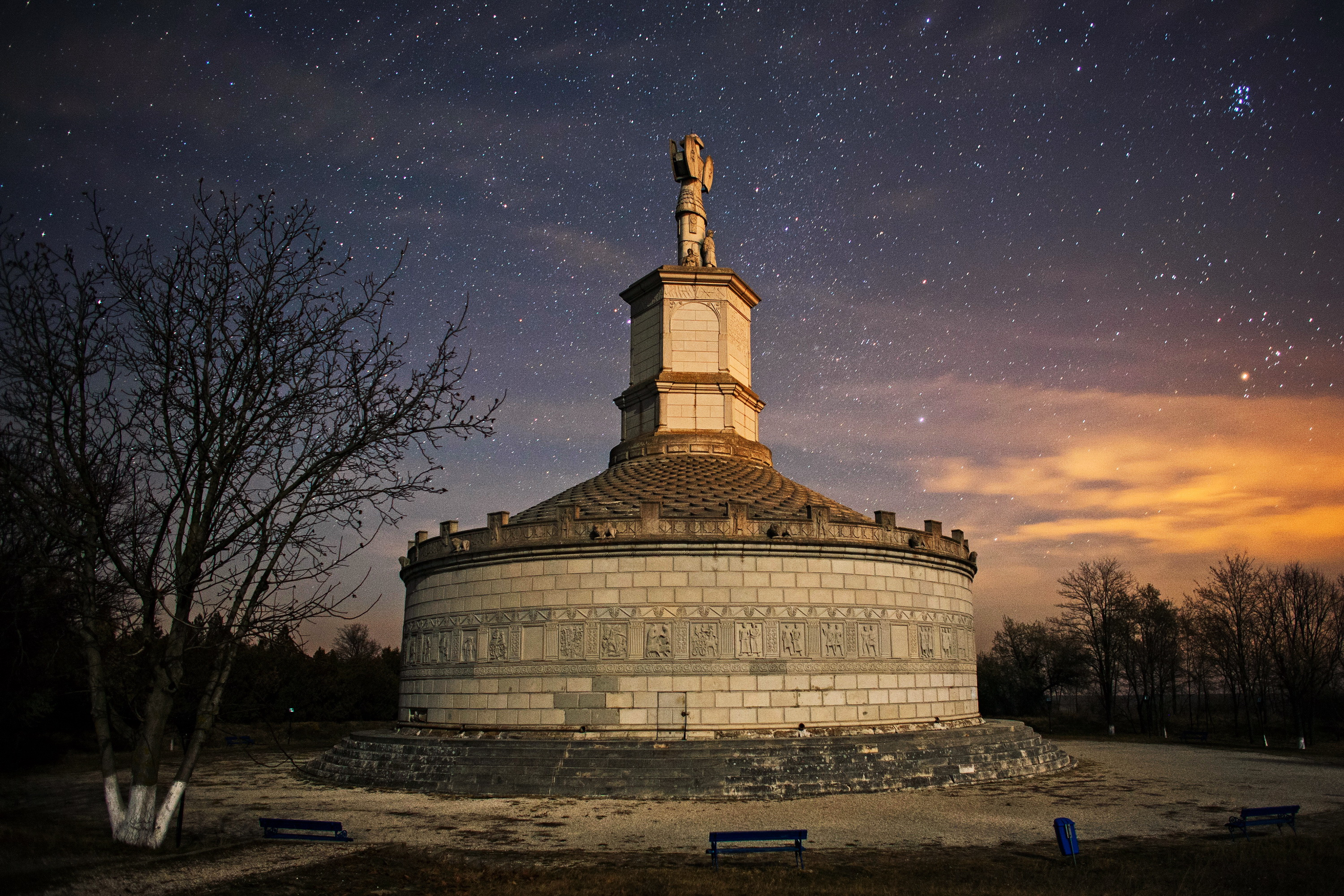
Trofeul lui Traian, la Adamclisi.

Așezată la răscrucea a două drumuri, dintre care unul unea Marea Nordului cu Marea Neagră străbătând Europa centrală, iar celălalt porturile Mediteranei orientale cu ale stepelor pontice, istoria i-a hărăzit Dobrogei de-a lungul veacurilor o soartă zbuciumată. Rând pe rând s-au perindat mai multe armate: ale perșilor, apoi cele romane, iar mai târziu invaziile popoarelor migratoare au fost urmate de stăpânirea musulmană, Dobrogea devenind între timp drumul de invazie al armatelor din stepele Rusiei spre Balcani și Constantinopol. După atribuirea provinciei dobrogene României, în anul 1878, Dobrogea a cunoscut din nou o perioadă de pace și dezvoltare, din care trei ultime valuri de umbră în anii 1916-1918, 1940-1944 și 1945-1989.
Dobrogea a fost un teritoriu locuit din cele mai vechi timpuri. Cercetările arheologice au evidențiat existența obiectelor din neolitic din cultura Gumelnița și dezvoltarea în neolitic a culturii Hamangia (cunoscută în special datorită statuii numită „Gânditorul de la Hamangia”).
În secolele VI-IV î.Hr. litoralul Mării Negre este colonizat de greci. Pe teritoriul Dobrogei române de azi sunt întemeiate coloniile Histria, Callatis și Tomis, iar Dionysopolis în partea bulgară. Coloniile grecești se organizează după modelul polisului grecesc. Inițial Histria era cea mai prosperă dintre colonii, însă, ca urmare a împotmolirii golfului, decade, și Tomisul devine cea mai importantă cetate de pe malul de vest al Mării Negre. Coloniile își exercitau influența asupra unui teritoriu mai larg decât cel al cetății propriu-zise.
În aceeași perioadă încep să se constituie și formațiunile statale ale geților. Inscripțiile de la Histria menționează relații cu conducătorii geți Zalmodegikos și Rhemaxos (sec. al III-lea î.Hr.). Câtăva vreme, cetățile dobrogene se află sub stăpânirea perșilor, apoi, în perioada elenistică, se aliară cu Regatul Pontului, puterea dominantă în Marea Neagră, înainte de a trece sub stăpânirea Romei în anul 46, fiind incluse în provincia romană Moesia.
În antichitate, Dobrogea era cunoscută sub denumirea de Sciția Mică (Scythia Minor, denumire romană). Începând cu secolul al XX-lea, unii istorici au început, sub influența naționalismului romantic, să folosească și denumirea anacronică de Dacia Pontica. Numele actual vine de la despotul bulgar Dobrotici din sec. al XIV-lea. Istoricul antic grec, Pliniu cel Bătrân, susținea că teritoriul dintre Dunăre și Marea Neagră era populat de geți, pe care romanii îi numeau daci. S-au stabilit în zonă mai târziu și sciții, și același Pliniu cel Bătrân, susținea că sciții aveau aceeași origine ca și geto-dacii. În final, urma sciților se pierde printre daci.
Provincia joacă un rol important în sistemul de apărare a Imperiului Roman, constituind parte a limesului danubian. În iarna 101-102 d.Hr. regele Decebal în fruntea unei armate de daci, carpi și sarmați invadează provincia Moesia Inferior. Legiunile romane sub conducerea lui Traian înfrâng pe invadatori în două rânduri: odată pe Râul Iantra și a doua oară în sudul Dobrogei la lângă localitatea Adamclisi de astăzi. Pentru comemorarea celei de-a doua victorii în locul bătăliei, s-a înființat localitatea Tropeum și în anul 109 d.Hr. s-a înălțat monumentul Tropaeum Traiani.
În afară de o invazie a costobocilor în 172 d.Hr. primele două secole reprezintă o perioadă de stabilitate și prosperitate pentru regiune. În secolul al III-lea, mai multe valuri de invazii ale popoarelor migratoare duc la devastarea regiunii. În anul 271, împăratul Aurelian îi infrânge pe carpi la nord de Dunăre, pe o parte din ei colonizându-i lângă Carsium și ajută în reconstrucția provinciei. În timpul domniei împăratului Dioclețian Dobrogea devine provincie separată sub numele de Sciția (Scythia), parte a diocezei romane Tracia (Thraciae).
Împăratul Constantin cel Mare îi înfrânge pe goți care au atacat provincia în anii 331-332. După devastarea provinciei în 384-386 de către ostrogoți, orașele și infrastructura Dobrogei sunt refăcute în timpul împăraților Licinius, Iulian Apostatul și Valens.

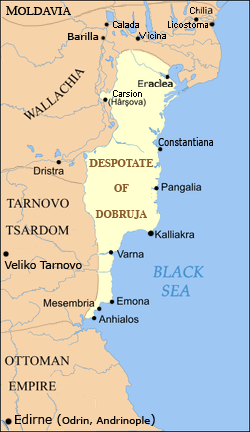
Despotatul Dobrogei pe la 1370 - Țara Cărvunei

Creștinându-se, puterea romană devine bizantină. Sub efectul migrațiilor de nestăvilit ale popoarelor din est, Bizanțul se vede nevoit să cedeze în fața protobulgarilor cu care ajunge să dispute teritoriul. Dobrogea dobândește un grad crescând de autonomie și mai apoi devine independentă (cu seria de conducători: Dimitrie, Satza, Tatos, Seslav, Balica, Dobrotici, Ivanco).
Încă de pe atunci, avea o compoziție etnică variată, apărând în cronicile și hărțile vremii sub denumirile de Velacia minor, Bulgaria tertia, Graecia tomitana sau Despotatus Vicinensis. Johann Schiltberger, cruciat german căzut prizonier, descrie Dobrogea în secolul al XIV-lea ca a treia Bulgarie, cu centrul la Caliacra. Iachint, episcopul de la Vicina (cetate dispărută, situată probabil pe o insulă a Dunării în zona Tulcea - Isaccea) devine primul metropolit al Țării Românești în 1359.
Prima alipire de Țara Românească are loc în 1388-1389 pe vremea domnitorului Mircea cel Bătrân. Dar după moartea lui Mircea cel Bătrân, Dobrogea intră în componența Imperiului Otoman între 1418 și 1421. Se pare, după anumiți cercetători, că părți din Dobrogea s-au aflat pentru scurt timp în componența Țării Românești în timpul lui Vlad Țepeș (1462 - câteva luni) și a lui Mihai Viteazul (1599-1601).
Deoarece în secolele XIV-XVI, Imperiul Otoman avansa spre Europa centrală, Dobrogea era o posesiune periferică, fără o mare importanță strategică sau economică. Ea făcea parte, din punct de vedere bisericesc, din Exarhatul Proilavon, cu sediul la Brăila, care cuprindea și Bugeacul. Dar pe măsură ce treceau anii, numărul musulmanilor creștea, ajungând sa fie pe alocuri majoritari. În multe locuri, cultura dispare în profitul ciobănitului extensiv, fostele orașe de coastă devin simple sate de pescari, în locul lor se dezvoltă Babadagul și Medgidia ca târguri rurale. Ciobani din Ardeal, Moldova, Țara Românească transhumează în fiecare iarnă aici, mulți dintre ei (mocanii) stabilindu-se definitiv și amestecându-se astfel cu românii dobrogeni (dicienii). Această situație continuă și în perioada de început al declinului puterii otomane (sec. al XVII-lea). Situația se modifică însă dramatic, odată cu extinderea teritorială a Imperiului Rus. În secolele XVIII-XIX, Dobrogea devine un câmp de bătălie între Turcia și Rusia. Situația se agravează după anul 1812, când Imperiul Rus anexează Basarabia, astfel că Dunărea devine frontiera între Rusia și Turcia. Cu acest prilej sultanul și țarul fac un schimb de populații: tătarii nogai și turcii din Bugeac vin în Dobrogea în locul unui număr echivalent de bulgari și de găgăuzi care se stabilesc în sudul Basarabiei.

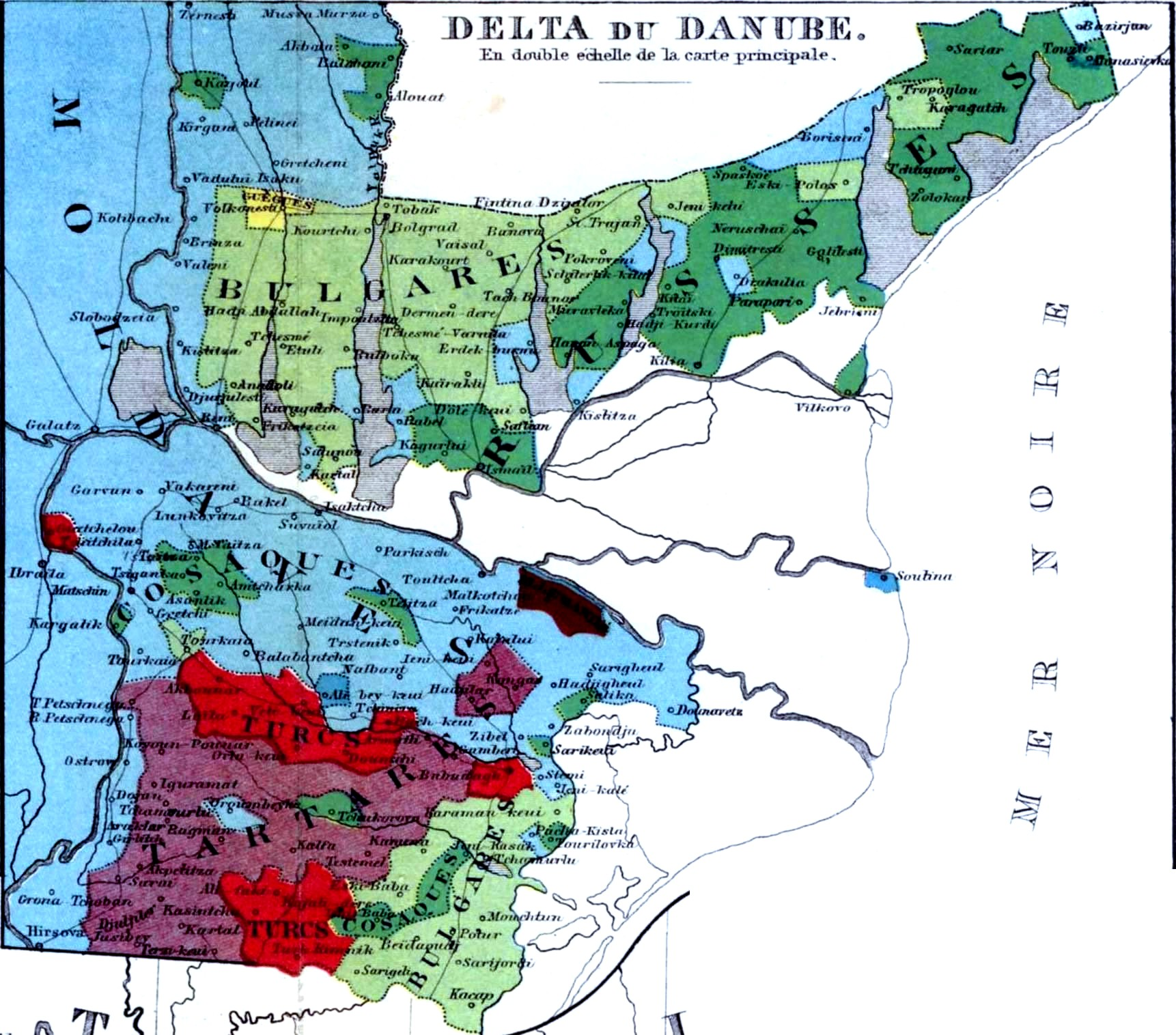
Harta etnică a nordului Dobrogei și a sudului Basarabiei din 1861 (Vezi și legenda)

În perioada Imperiului Otoman s-au stabilit pe teritoriul Dobrogei populații turcice (anatolieni, selgiucizi) și lipovenii începând cu secolul al XVIII-lea, după schisma rascolnicilor in Biserica Ortodoxă Rusă.
După 1840, în Dobrogea au fost colonizați și germani, veniți din teritoriile țariste - în special din zona Cherson și care au rămas pe acest teritoriu până în 1940, când, în marea majoritate, s-au stabilit în al Treilea Reich. Printre localitățile înființate de coloniștii germani se numără: Malcoci, Ciucorova, Atmagea,
dar s-au stabilit și localități deja existente precum Tulcea, Techirghiol, Karamurat.
Deși Dobrogea a fost intens colonizată cu români după 1878, în fapt, existau câteva sate românești în munții Măcinului, în jurul gurilor Dunării și pe malul drept al Dunării (Vlahii, Floriile, Aliman, Dunăreni consemnate de Ion Ionescu de la Brad în lucrarea sa "Excursion agricole dans la plaine de la Dobroudja"). Băștinașii etnici români dobrogeni purtau tradițional numele de dicieni, despre care Vasile Pârvan și George Vâlsan presupuneau că se trage de la cetatea Vicina menționată în sursele medievale. Cartografia veche arată în jurul gurilor Dunării numiri românești, ca de exemplu limanurile Albastru (azi Sinoie), Fidilimanu (azi, Zmeica), Iancina (azi, Razim sau Razelm) sau satele Bârleni, Filipești (azi, Dunavățul de Sus și cel de Jos), Șontea (azi, Mila 23), Tatomirești (azi, Tatanir), Pojorâta (ulterior Pojareț, dispărut), între timp locuite de lipoveni care le dau denumiri lipovenești. Pe de altă parte, Dobrogea a fost utilizată drept pășune de iarnă de către oierii români din Ardeal, în special de către cei din zona Mărginimea Sibiului pentru o perioadă îndelungată. Aceștia erau cetățeni austrieci și beneficiau de anumite facilități din partea autorităților otomane și române.
Existența locuitorilor de origine românească este probată și de faptul că, in 1870, autoritățile otomane locale îl numesc pe monahul Nifon Bălășescu (născut în județul Sibiu, călugărit la Căldărușani), drept director al școlilor românești din Dobrogea. Nifon Bălășescu înființează 21 de noi școli românești în nordul Dobrogei (Tulcea, Hârșova, Măcin).

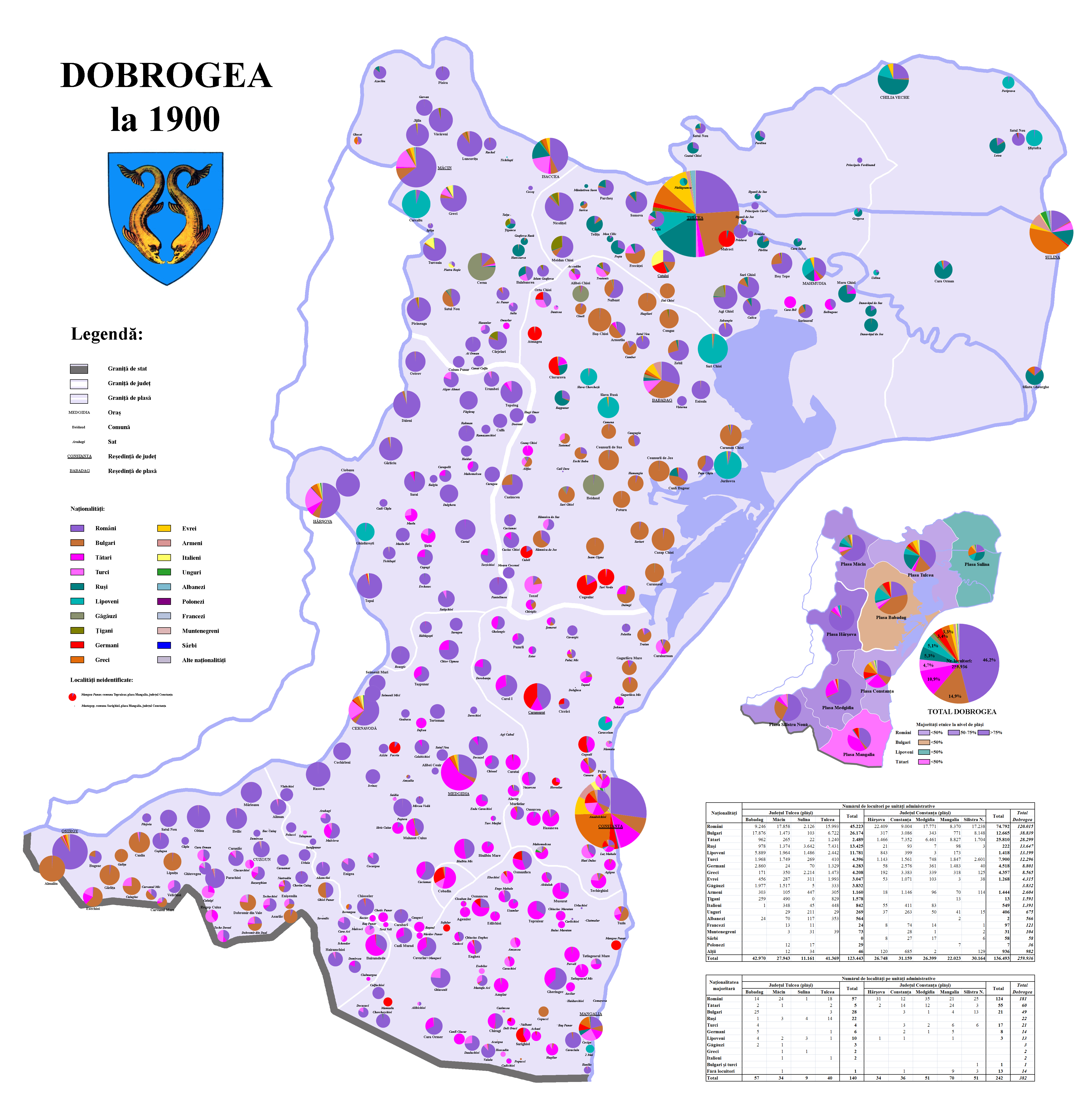
Structura etnică a Dobrogei, 1900

Dobrogea de Nord devine parte a Regatului României după recunoașterea independenței și cedarea Basarabiei de Sud către Imperiul Țarist, prin decizia Congresului de la Berlin (1878).
Anterior Congresului de la Berlin, Tratatul de pace ruso-turc de la San Stefano (3 martie 1878) prevedea cedarea Dobrogei la sud de o linie Rasova-Agigea de către Imperiul Otoman către Bulgaria, cu toate că populația acestei părți a Dobrogei cuprindea o majoritate relativă de musulmani (turci, tătari și cerchezi). Dar la Congresul de la Berlin, emisarul francez a insistat ca frontiera cu Bulgaria să pornească de la Dunăre imediat în aval de orașul Silistra pentru a ajunge la mare între cătunele de pescari Ofidaki (azi Vama-Veche) și Limanaki (azi, Durankulak în Bulgaria) ca să cuprindă populația compact românească din satele dunărene situate între Silistra și Rasova, și din jurul portului Mangalia. Dobrogea de Sud, (Cadrilaterul), locuit de asemenea în majoritate de turci și de tătari, a revenit Bulgariei.
În anul 1879, România a pretins Bulgariei orașul Silistra și chiar a ocupat „Arab Tabia”, fortăreața orașului. Marile puteri au acordat „Arab Tabia” României, dar Silistra a fost lăsată bulgarilor.
Includerea Dobrogei în Regatul României în urma Tratatului de la San Stefano a sporit importanța provinciei, deoarece asigura ieșirea directă la mare a statului român. Astfel se construiește Podul de la Cernavodă pentru asigurarea legăturii feroviare directe cu restul țării, iar orașul Constanța devine principalul port la Marea Neagră. Are loc și o recolonizare sistematică intensă a românilor din alte provincii (în special din Muntenia și a românilor din Transilvania) în Dobrogea, sporind semnificativ ponderea elementului românesc din regiune. Spre deosebire de restul Regatului României, în Dobrogea nu existau latifundii date în arendă, ceea ce a contribuit la crearea unei populații rurale relativ înstărite.

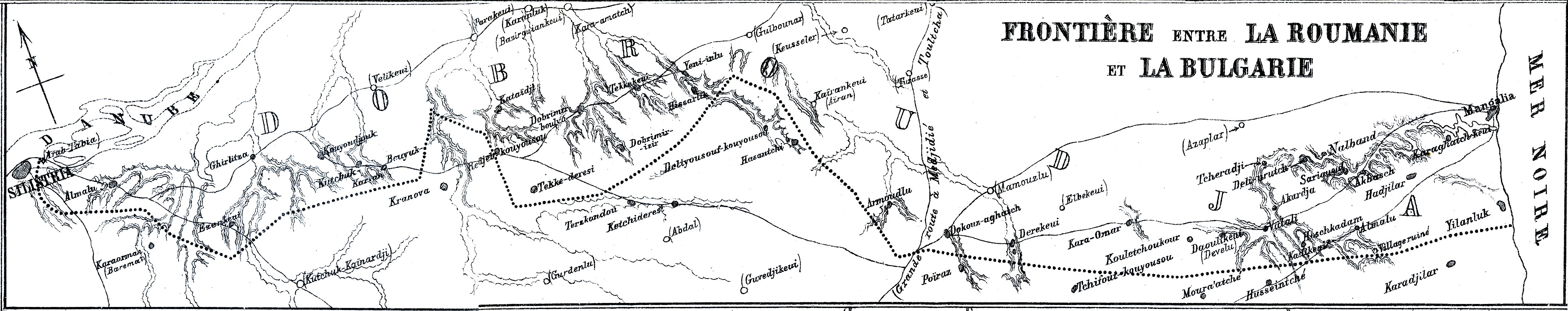
Frontiera dintre Dobrogea de Nord și de Sud

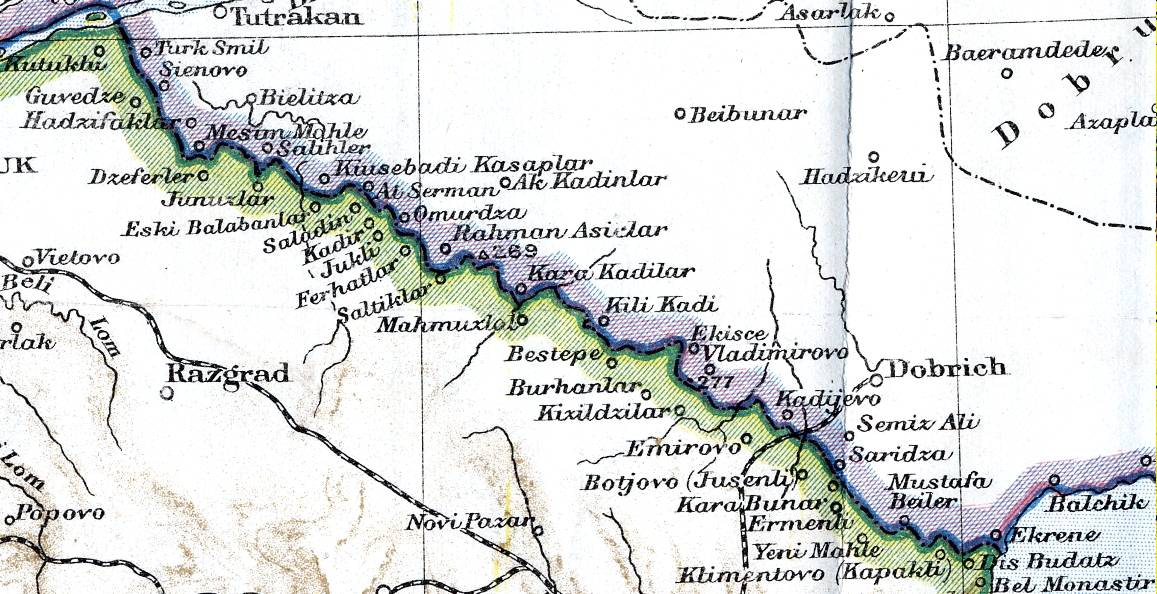
Frontiera româno-bulgară în perioada 1913-1940

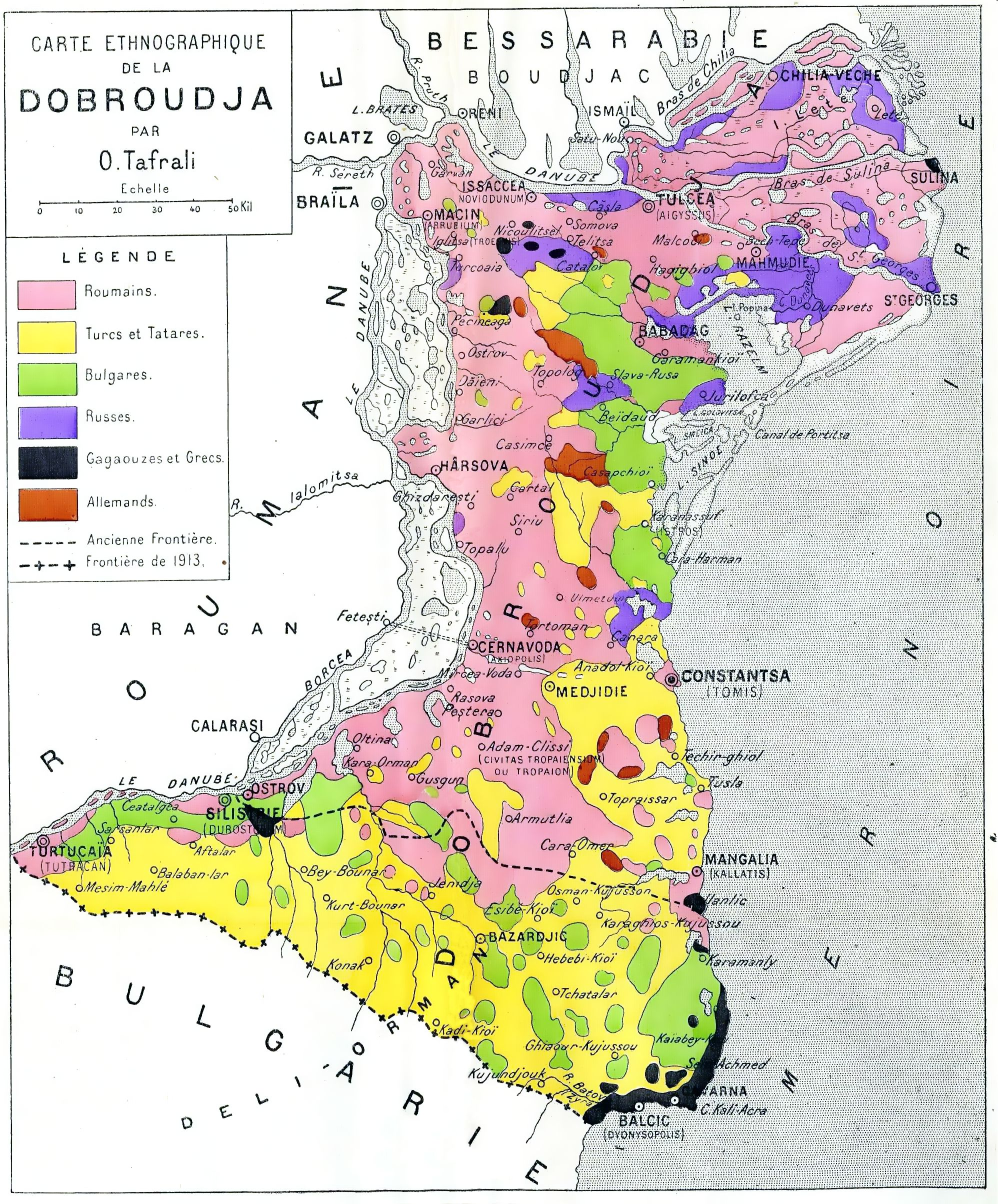
Harta etnică a Dobrogei din 1918, de Orest Tafrali

Regatului României s-a folosit de situația prielnică din timpul celui de-Al Doilea Război Balcanic și anexează Cadrilaterul (Dobrogea de Sud) în anul 1913, prin prevederile Tratatului de pace de la București.
În anul 1916, după intrarea României în Primul Război Mondial, pe teritoriul Dobrogei au loc operațiuni militare importante. Astfel in august 1916, trupele conduse de generalul Mackensen recuceresc Turtucaia, luând prizonieri 28.000 de militari români. Ofensiva Puterilor Centrale a continuat. La data de 26 august armata română a evacuat Silistra, iar la mijlocul lunii septembrie a reușit să oprească ofensiva inamicului pe aliniamentul Rasova-Cobadin-Topraisar. La lupte a participat, de partea română, o divizie de prizonieri sârbi și croați din armata austro-ungară, formată în Rusia.
În timpul Primului Război Mondial, Bulgaria a redobândit Cadrilaterul și fâșia de teritoriu până la linia Rasova-Agigea timp de 2 ani, ocupând restul Dobrogei (cu excepția Deltei) până la data de 30 septembrie 1918. La încheierea primului război mondial Tratatul de pace de la Neuilly sur Seine restabilește frontiera din 1913 între România și Bulgaria, atribuind Cadrilaterul din nou României.
În perioada interbelică continuă procesul de modernizare a Dobrogei, însă condițiile sunt fundamental schimbate. Porturile din nordul Dobrogei (în special Sulina și Tulcea) decad în condițiile reducerii dramatice a comerțului și navigației pe Dunăre. Constanța continuă să rămână principalul port la Marea Neagră însă orașul este la rândul său afectat de scăderea volumului comerțului și incertitudinile legate de noul statut al navigației prin strâmtorile Bosfor și Dardanele. Continuă stabilirea în Dobrogea a numeroși români din alte provincii, iar în anii '20, în special în partea de sud a județului se așază numeroși aromâni, astfel că vechii dicieni și mocani devin minoritari. Tot în această perioadă are loc o emigrare masivă a turcilor din Dobrogea în Turcia, ca urmare a politicii lui Mustafa Kemal Ataturk de a încuraja stabilirea musulmanilor din Balcani în noul stat turc.

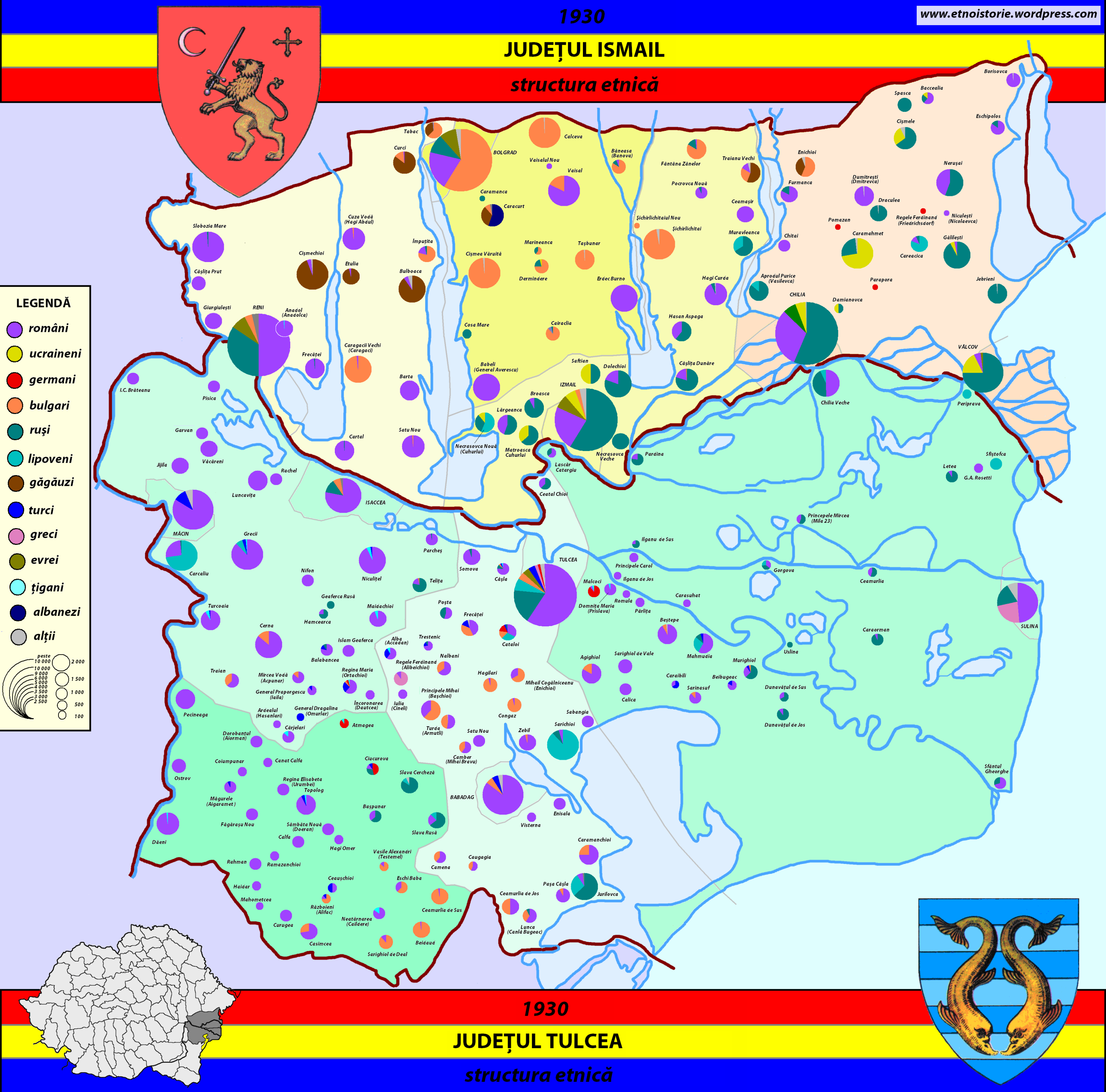
Structura etnică a regiunii Dunării de Jos (1930)

Cadrilaterul a fost recuperat de Bulgaria în anul 1940, prin Tratatul de la Craiova, când Adolf Hitler a ordonat regelui Carol al II-lea să regleze diferendele teritoriale cu Bulgaria. În urma convorbirilor dintre cele două state, s-a încheiat la data de 7 septembrie 1940 tratatul care restabilea frontiera din 1912 între România și Bulgaria. Tratatul de la Craiova prevedea și un schimb obligatoriu de populații între cele două state: toți bulgarii din nordul Dobrogei și toți românii din Cadrilater urmau să fie strămutați.
Perioada comunistă a fost deosebit de grea pentru Dobrogea. Autoritățile comuniste au făcut presiuni asupra țăranilor pentru a colectiviza regiunea, astfel că în anul 1955, Dobrogea a fost declarată prima regiune colectivizată a României (Nicolae Ceaușescu și-a făcut aici o parte din carieră). Această politică a ruinat satele Dobrogei și a determinat un exod rural masiv spre centrele urbane, în special spre Constanța. În aceste condiții, și în Dobrogea au existat grupuri armate de rezistență contra puterii comuniste. Dintre acestea cel mai semnificativ a fost grupul Haiducii Babadagului, care a acționat în perioada 1949-1952.
De asemenea, în 1949, conducerea comunistă a României a organizat construirea canalului Dunăre - Marea Neagră, folosind în special munca forțată a deținuților în special a celor politici, supuși unui regim de exterminare, dar și a unor deținuți aparținând minorităților etnice și religioase. Construirea canalului a fost abandonata în anul 1955. Lucrările la Canal au fost reluate în anul 1975 și au fost încheiate în anul 1984. În anul 1986, a fost dat în folosință Canalul Poarta Albă - Năvodari.
În perioada de după 1989, Dobrogea a suferit pe fondul general al crizei generale a economiei românești. Dispariția flotei comerciale române, declinul general al navigației pe Dunăre ca urmare a războaielor din fosta Iugoslavie, pierderea locului privilegiat al portului Constanța, de principal punct de tranzit al exporturilor românești și declinul turismului la Marea Neagră au afectat negativ economia Dobrogei.

## Sărbători
Dobrogea este prima regiune a României care are o sărbătoare oficială (pe 14 noiembrie), instituită prin lege, la inițiativa unui senator constănțean, liberalul Christian Gigi Chiru.

## Regiuni administrative
- România (15.570 kmp): 
  - Județul Tulcea
  - Județul Constanța
- Bulgaria (7.412 kmp):
  - Regiunea Dobrici
  - Regiunea Silistra
  - Regiunea Razgrad - doar satele Konevo, Rainino, Terter și Mădrevo
  - Regiunea Varna - doar satul Gheneral Kantardjievo
- Ucraina (338 kmp)[12]:
  - Insulele Daler, Coasta Dracului, Maican și Limba de la sudul talvegului brațului Chilia
  - Insula Șerpilor.

## Legături externe

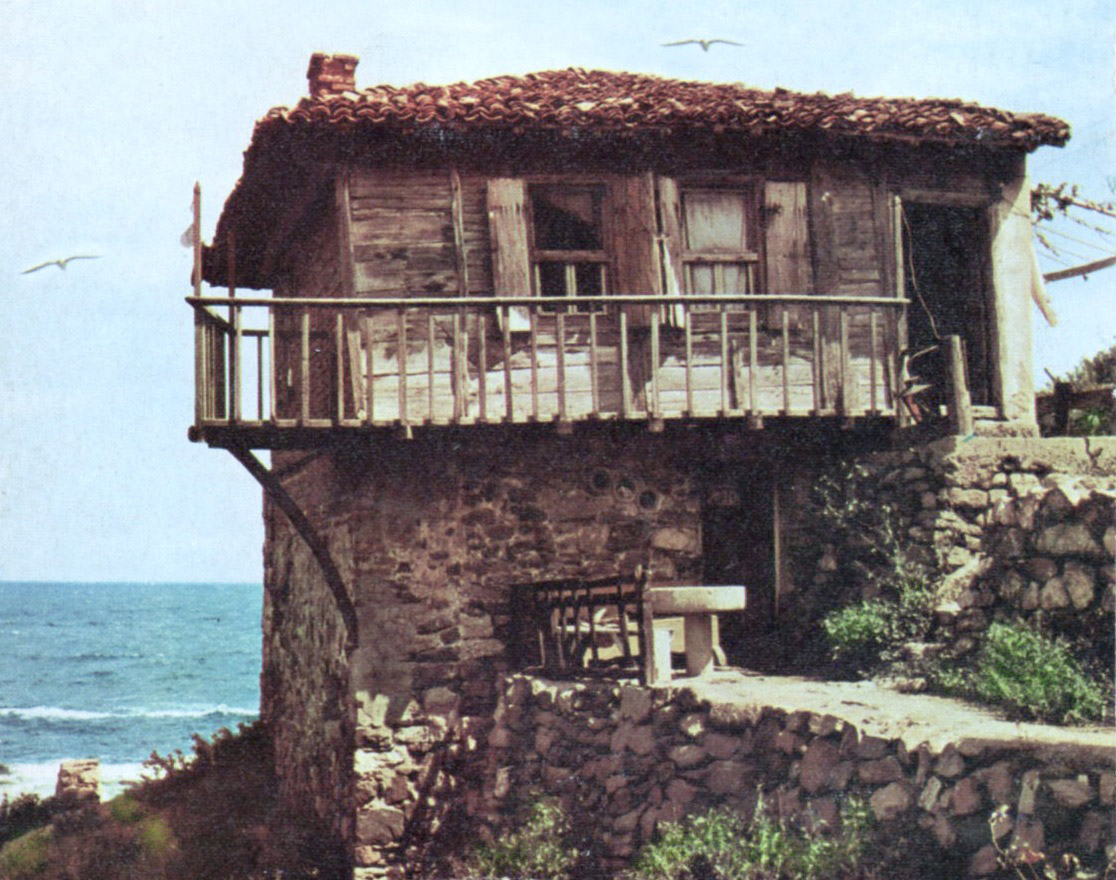
Casă tradițională dobrogeană, la Mangalia înainte de demolări (1967).